# Blues Pills
Blues Pills é uma banda de rock sueca, originaria da cidade de Örebro. Formada atualmente pela vocalista Elin Larsson, o guitarrista Zach Anderson, o baixista Kristoffer Schander e o baterista André Kvarnström, Rickard Nygren é um membro convidado da banda, que toca guitarra e órgão em sessões da banda.

## História

### 2011-2014: Formação,Bliss,Black SmokeeDevil Man.
Em 2011, os meio-irmãos Zach Anderson e Cory Berry, na época membros do Radio Moscow, conheceram a cantora sueca Elin Larsson no estado de Iowa. Juntos, o trio gravou a demo de duas músicas: "Bliss" e "Black Smoke" que foram publicadas no youtube, logo após isso, eles receberam uma proposta da gravadora Crusher e fizeram um tour pela Espanha e pela França, onde conheceram o guitarrista Dorian Sorriaux, que logo se juntaria à banda.
No ano seguinte, a banda lançou seu EP de estréia, intitulado "Bliss", seguido pelo single "Black Smoke". Ambos os lançamentos ajudaram a banda a conseguir seus primeiros fãs e participar de diversos festivais ao longo de 2012 e 2013.
No meio de 2013, a banda assinou com a gravadora alemã Nuclear Blast, e em outubro do mesmo ano, lançaram o EP Devil Man.

### 2014-2015:Blues Pillse a saída de Cory Berry
Logo após o lançamento do EP ao vivo "Live at Rockpalast" lançado no começo de 2014, a banda lançou o seu primeiro álbum, auto intitulado, que contou com os singles "High Class Woman" e "No Hope Left For Me", o álbum foi um sucesso comercial na europa, entrando nas paradas de diversos paises, incluindo o Reino Unido, onde o álbum atingiu a posição #68 e na Alemanha, onde o álbum atingiu sua maior posição nas paradas mundiais na época: #4. O álbum também entrou na parada Heatseekers da Billboard, onde atingiu a posição #78.
Pouco tempo após o lançamento do álbum, o baterista Cory Berry saiu da banda, com André Kvarnström entrando em seu lugar.

### 2015-2019: Divisão de fãs emLady In Golde a saída de Dorian Sorriaux.
Durante o fim de 2015 e o começo de 2016, a banda gravou o seu segundo álbum, intitulado "Lady In Gold", que teve a faixa título como único single. As faixas "I Felt A Change" e "Little Boy Preacher" foram ambas lançadas como singles promocionais. O álbum foi notável por uma mudança alta no som da banda, que anteriormente havia se caracterizado por solos de guitarra marcantes, vocais gritantes e energéticos e uma proximidade muito maior ao blues-rock, em Lady In Gold, o som da banda\ apesar de continuar com o blues presente, se voltou mais ao rock psicodélico e à musica soul, um dos exemplos mais notáveis é a musica "I Felt A Change" que é marcada por Elin Larsson tocando piano com uma suave instrumentação no fundo.
O sucesso do álbum foi ainda maior que o do álbum anterior da banda, ele atingiu #2 na Suíça, #6 na Finlândia, #12 na Áustria, #31 no Reino Unido e um notável #1 na Alemanha, que se tornou a primeira vez que a banda atingia o topo das paradas.
Apesar do sucesso comercial e crítica positiva, o álbum sofreu com críticas de fãs em relação a mudança do som da banda, no single "Lady In Gold", fãs reclamaram da ausência de solos e que a canção é fraca comparada com o que a banda havia lançado anteriormente. em "I Felt A Change", a canção foi severamente criticada pela sonoridade da música parecer muito com a da cantora Adele e outros disseram que a canção era boa porém deveria ser material solo da Elin Larsson, não dos Blues Pills. Em contrapartida, há muitos fãs que defendem o álbum, alegando que isso mostra que a banda está experimentando com novas sonoridades, muitos compararam a música "I Felt A Change" com a canção "Changes" do Black Sabbath.
Em 2018, a banda anúnciou em sua página no facebook que o guitarrista Dorian Sorriaux havia deixado a banda de forma pacífica para se dedicar a sua carreira solo, no mesmo anúncio, também foi informado que Zach Anderson havia deixado o baixo para se tornar o novo guitarrista da banda e que eles ainda estavam trabalhando no terceiro álbum da banda.

### 2019-:Holy Moly!e novo baixista
Após quase um ano sem novas informações, a banda anúnciou no facebook que o terceiro álbum deles estava quase concluído e que ele seria lançado em 2020. Na mesma publicação, também foi anunciado o novo baixista da banda: Kristoffer Schander. O primeiro single do álbum novo, "Proud Woman", foi lançado dia 6 de março de 2020, e junto com ele, foi anunciado que o nome do novo álbum é "Holy Moly!". O segundo single do álbum, "Low Road" foi lançado no dia 10 de abril de 2020. O álbum originalmente iria ser lançado no dia 19 de junho de 2020, porém, foi adiado para 21 de agosto do mesmo ano devido a Pandemia de COVID-19, nesse meio tempo, a canção "Kiss My Past Goodbye" foi lançada como single promocional. No mesmo dia do lançamento do álbum, foi publicado no youtube o clipe da música "Rhythm In The Blood".

## Formação

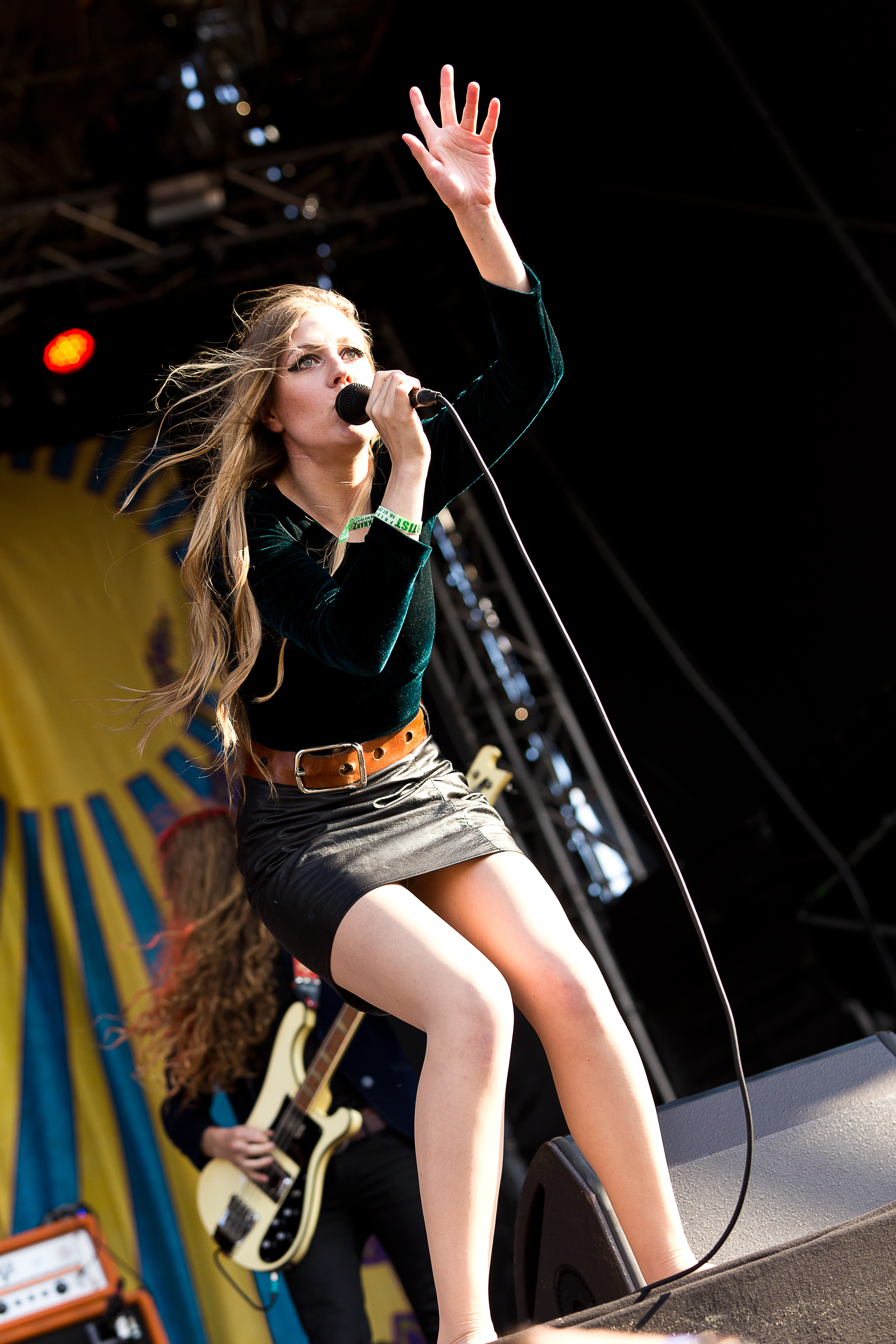
A vocalista da banda, Elin Larsson.

### Integrantes atuais
- Elin Larsson - vocais (2011 - )
- Zach Anderson - baixo (2011 - 2018) / guitarra (2018 - )
- Kristoffer Schander - baixo (2019 - )
- André Kvarnström - bateria (2014 - )

### Ex-integrantes
- Cory Berry - bateria (2011 - 2014)
- Dorian Sorriaux - guitarra (2011 - 2018)

### Integrantes convidados
- Rickard Nygren - guitarra e órgão (2016 - )

## Discografia

### Álbuns de estúdio
- Blues Pills (2014)
- Lady In Gold (2016)
- Holy Moly! (2020)
- Birthday (2024)

### EPs
- Bliss (2012)
- Devil Man (2013)

### Álbuns ao vivo
- Live at Rockpalast EP (2014)
- Blues Pills - Live (2015)
- Lady In Gold - Live in Paris (2017)